# Ali Meçabih
Ali Meçabih (ur. 2 kwietnia 1972 w Hammam Bou Hadjar) – algierski piłkarz grający na pozycji napastnika. W swojej karierze rozegrał 28 meczów w reprezentacji Algierii i strzelił w niej 14 goli.

## Kariera klubowa
Karierę piłkarską Meçabih rozpoczął w klubie CR Témouchent. W jego barwach zadebiutował w sezonie 1990/1991 w drugiej lidze algierskiej. W 1993 roku odszedł na sezon do ES Mostaganem, a w 1994 roku został zawodnikiem pierwszoligowego MC Oran. Grał w nim do 2000 roku. Z MC Oran zdobył Puchar Algierii w 1996 roku, Arabski Puchar Zdobywców Pucharów w 1997 i 1998 oraz Arabski Superpuchar w 1999 roku.
W 2000 roku Meçabih przeszedł do francuskiego drugoligowca FC Martigues. W 2001 roku odszedł z niego do Grenoble Foot 38, również grającego w drugiej lidze. W Grenoble występował przez sezon.
W 2002 roku Meçabih wrócił do Algierii. W sezonie 2002/2003 grał w MC Oran, a w sezonie 2003/2004 - w USM Blida, a następnie w USM Algier. W sezonie 2004/2005 ponownie grał w USM Blida. Z kolei w sezonie 2005/2006 najpierw był zawodnikiem MC Oran, a następnie CS Constantine. W 2006 roku zakończył karierę piłkarską.

## Kariera reprezentacyjna
W reprezentacji Algierii Meçabih zadebiutował w 1995 roku. W 1996 roku rozegrał 4 mecze w Pucharze Narodów Afryki 1996: z Zambią (0:0), ze Sierra Leone (2:0 i 2 gole), z Burkina Faso (2:1) i w ćwierćfinale z Republiką Południowej Afryki (1:2).
W 2000 roku Meçabih został powołany do kadry na Puchar Narodów Afryki 2000. Na nim był rezerwowym i nie rozegrał żadnego spotkania. W kadrze narodowej od 1995 do 2001 roku rozegrał 28 meczów i strzelił 14 goli.